# Putsch de 1939 au Liechtenstein
Le putsch de 1939 au Liechtenstein, également connu sous le nom de putsch d'annexion (allemand : Anschlussputsch), est un coup d'État infructueux du Mouvement populaire allemand au Liechtenstein (Volksdeutsche Bewegung in Liechtenstein ou VDBL) visant à provoquer l'annexion du Liechtenstein à l'Allemagne nazie.

## Contexte

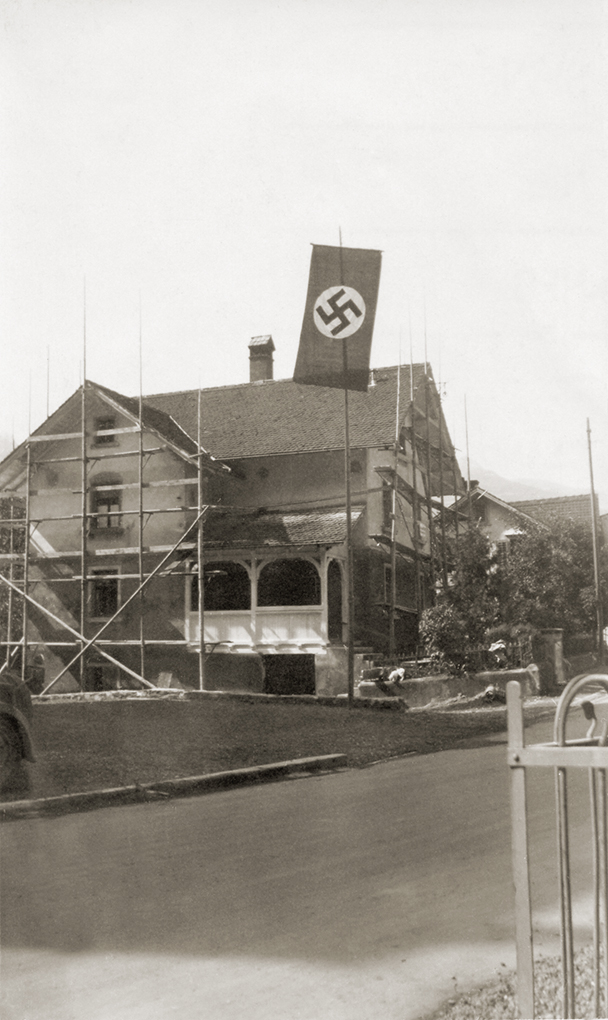
Une croix gammée nazie hissée à Vaduz, vers 1938.

Des groupes nazis existent au Liechtenstein depuis 1933, principalement en raison de la montée de l'Allemagne nazie et de l'introduction de lois anti-juives (en) dans le pays, ce qui amene le Liechtenstein à connaître une importante immigration juive,. Il y a en conséquence une agitation antisémite continue au Liechtenstein tout au long des années 1930.
L'Anschluss autrichien de 1938 donne une impulsion à la formation du Mouvement populaire allemand au Liechtenstein (VDBL). Conformément à ce qui se passe en Autriche, le VDBL plaide pour l'intégration du Liechtenstein dans l'Allemagne nazie et est associé au slogan "Liechtenstein den Liechtensteinern !" (Le Liechtenstein pour les liechtensteinois !), qui met en valeur un sentiment de populisme racial de droite contre François-Joseph II, le prince au pouvoir du Liechtenstein. Ses membres comprennent de nombreux membres de l'ancien Service liechtensteinois pour la patrie, qui fusionne avec l'Union patriotique en janvier 1936.
Il est supposé que François Ier donne la régence à François Joseph le 31 mars 1938, car il ne souhaite pas rester aux commandes de la principauté si l'Allemagne nazie l'envahit (principalement parce que son épouse Elisabeth von Gutmann est d'origine juive). En mars 1938, le Parti progressiste des citoyens au pouvoir et l'Union patriotique d'opposition forment une coalition, attribuant chacun un nombre à peu près égal de sièges, afin d'empêcher le VDBL d'acquérir des sièges au Landtag,.

## Déroulement

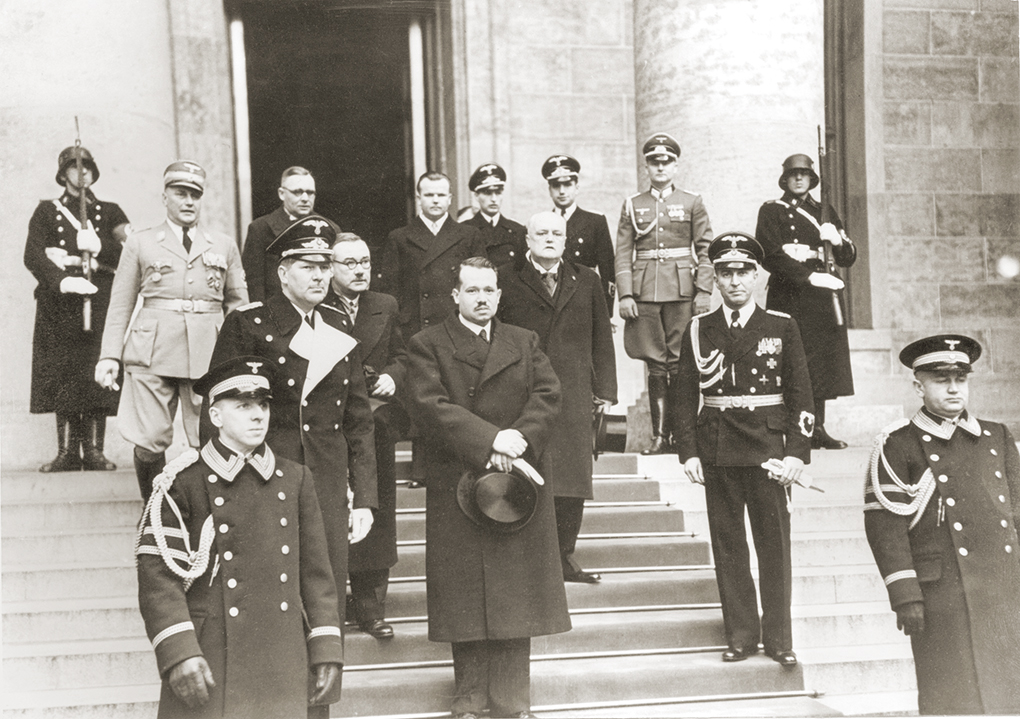
François-Joseph II (au centre) avec des membres des gouvernements liechtensteinois et allemand devant la Chancellerie du Reich à Berlin, le 2 mars 1939.

Le plan est élaboré par les autorités nazies de Feldkirch et le chef du VDBL Theodor Schädler (en), bien qu'il ne soit pas soutenu par le gouvernement allemand lui-même. Le plan consiste en une marche sur Vaduz et une prise de contrôle du gouvernement par les membres du VDBL, devant provoquer des affrontements entre eux et le gouvernement. Les troupes allemandes de Feldkirch se déplaceraient ensuite vers le Liechtenstein après un appel à l'aide et incorporeraient le pays à l'Allemagne.
Tard dans la soirée du 24 mars 1939, lors d'une visite de François-Joseph II et de Josef Hoop à Berlin où ils rencontrent Adolf Hitler et Joachim von Ribbentrop, environ 40 membres du VDBL partant de Nendeln marchent vers Vaduz. Cependant, devant Schaan, les opposants se rassemblent pour les arrêter et ils les convainquent de faire demi-tour grâce au conseiller du gouvernement Anton Frommelt qui bloque également leurs lignes téléphoniques.
Les membres du VDBL se rassemblent ensuite à l'extérieur de Schaan sous la direction de Theodor Schädler, mais beaucoup sont empêchés de quitter leur domicile par des opposants. D'autres participants au coup d'État sont censés fermer la route Triesen - Balzers et le pont Vaduz - Sevelen sur le Rhin à la suite de l'invasion allemande, mais cela n'a pas lieu car la route est bloquée sur ordre d'Adolf Hitler après l'intervention du vice-Premier ministre Alois Vogt (en). Au lieu de cela, les membres du VDBL ont recours à des incendies de croix gammées afin de provoquer une intervention de l'Allemagne nazie.

## Conséquences
Après l'échec du coup d'État, 36 des 100 participants fuient vers Feldkirch et 76 autres personnes sont arrêtées et interrogées, dont une cinquantaine sont inculpées,. Par crainte de l'intervention allemande, ils sont tous libérés en décembre 1939 à la condition qu'ils quittent le Liechtenstein.
À la suite du coup d’État, une grande majorité des juifs vivant au Liechtenstein (en) fuient le pays vers la Suisse, bien que la plupart soient revenus dans les jours qui suivent l'échec du coup d'État. Le coup d'État est impopulaire auprès de la population générale du Liechtenstein et créé un large sentiment d'unité patriotique. Cela amène directement l'Association de loyauté du Liechtenstein (en) à intensifier ses opérations contre le VDBL et à lancer une campagne de signatures pour réaffirmer l'indépendance du Liechtenstein qui est signée par 2 492 personnes au Liechtenstein,.
Le VDBL disparaît effectivement après le coup d'État jusqu'à ce qu'il soit réformé par Alfons Goop (en) en 1940. Après la fin de la Seconde Guerre mondiale en 1945, douze participants au coup d'État sont jugés pour haute trahison, dont sept sont reconnus coupables en 1946. Alois Baltiner, Franz Beck et Josef Frick sont chacun condamnés à cinq ans de prison, tandis qu'Egon Marxer est condamné à 2,5 ans de prison et Alois Kindle, Hermann Marxer et Josef Gassner sont chacun condamnés à deux mois de prison avec sursis. Pendant la guerre, Batliner sert dans la Schutzpolizei, tandis que Marxer sert dans la Waffen-SS sur le front de l'Est.